# 吉田真人
吉田 真人（よしだ まこと、1983年12月28日 -）は、NHKのアナウンサー。

## 人物
長崎県立長崎東中学校・高等学校、法政大学卒業後、2006年入局。

## 嗜好・挿話
- 趣味はピアノ・日本国外一人旅・神社仏閣巡り・美術館巡り。

- 好きな食べ物は和食・朝鮮料理・フルーツ。

- 高校生まではピアノの演奏家を目指していたという[1]。

## 現在の担当番組
- 夕刊ゴジらじ（2025年3月31日 - ） - ラジオパーソナリティ[2]
- 東海3県・東海北陸地方のニュース

## 過去の担当番組
鹿児島放送局時代（2006年度 - 2010年度）
- かごしま大作戦 - さつま狂句コーナー
- 鹿児島県のニュース・中継・リポート

岐阜放送局時代（2011年度 - 2015年度）
- あさイチ - 2015年12月3日 わたしのエンブレム
- ほっとイブニングぎふ - 『ぎふカルチャー』（キャスター）

大阪放送局時代（2016年度 - 2017年度）
- 上方演芸会（NHKラジオ第1・日曜 15:30 - 15:55）
- 古典芸能への招待（NHK Eテレ・大阪局製作の場合）
- ニュースほっと関西（不定期、中継など）
- ニュース・気象情報 （全国の定時ニュース）（午後2時：大阪局から放送した場合）
- 関西のニュース・中継・リポート
- ニュース845～関西のニュースと気象情報～（不定期）
- TVシンポジウム  「地方の時代」 映像祭2016 ～多様性こそ地域の力～（司会とナレーション兼任・2017年1月7日）※司会は毎日放送の松川浩子と共同で担当。
- ひるブラ 「”笑い”を支え はぐくむ街～大阪 天満～」（2017年11月6日）
- インタビューここから  ジャズシンガー  綾戸智恵（インタビュアーとナレーション兼任・2017年11月23日）

東京アナウンス室時代（2018年度 - 2019年度）
- にっぽんの芸能（2018年4月6日 - 2019年度）（NHK Eテレ）
- チョイス@病気になったとき（2018年5月19日 - 2019年度）（NHK Eテレ）

奈良放送局時代（2020年度 - 2024年8月）
- ならナビ（キャスター:2020年3月30日 - 2024年8月23日）
- ならナビ845（不定期）

名古屋放送局時代（2024年9月 - ）
- まるっと!（キャスター : 2025年3月3日 - 7日、17日 - 21日、24日 - 28日）[3]